# Jorge Aquino
Jorge Daniel Aquino Guerrero (* 14. Dezember 1987 in Ciudad del Este) ist ein paraguayisch-chilenischer Fußballspieler auf der Position eines Innenverteidigers.

## Karriere
Jorge Aquino wuchs in Paraguay auf, begann aber fußballerisch 2007 bei Curicó Unido in Chile. In seinem weiteren Karriereverlauf spielte der Abwehrspieler für chilenische Vereine und bekam auch die Staatsbürgerschaft des Andenstaates. Einzig 2010 kehrte Aquino in sein Heimatland auf Leihbasis zu Sol de América von seinem Stammverein Naval zurück. 2013 ging der 1,81 m große Verteidiger zu Deportes Concepción aus der Primera B. Bis 2022 lief er für verschiedene Vereine der Primera B auf. 2023 nahm ihn Deportes Rengo aus der Segunda División unter Vertrag.